# Nguyễn Văn Ba (trung tướng)
Nguyễn Văn Ba là một Trung tướng Công an nhân dân Việt Nam. Ông từng giữ chức vụ Phó Tổng cục trưởng Tổng cục Cảnh sát, Bộ Công an (Việt Nam).

## Sự nghiệp
Năm 2012, ông mang quân hàm Thiếu tướng, giữ chức vụ Phó tổng cục trưởng C45, Bộ Công an.
Năm 2014, ông mang quân hàm Trung tướng, giữ chức vụ Phó Tổng cục trưởng Tổng cục Cảnh sát phòng, chống tội phạm.

## Kỉ luật Đảng Cộng sản Việt Nam
Tại kì họp 30 từ ngày 17 đến ngày 19 tháng 10 năm 2018, Ủy ban Kiểm tra Trung ương Đảng Cộng sản Việt Nam đã đề nghị kỉ luật ông Nguyễn Văn Ba, nguyên Ủy viên Ban Thường vụ Đảng ủy, Phó Tổng cục trưởng Tổng cục Cảnh sát vì để xảy ra vi phạm trong Đảng ủy Tổng cục Cảnh sát, chịu trách nhiệm người đứng đầu và trách nhiệm cá nhân trong việc thực hiện nhiệm vụ liên quan đến đường dây đánh bạc ngàn tỉ do Tổng cục trưởng Phan Văn Vĩnh bảo kê.
Tại kì họp thứ 32 vào tháng 12 năm 2018, Ủy ban Kiểm tra Trung ương Đảng Cộng sản Việt Nam quyết định thi hành kỷ luật bằng hình thức cảnh cáo đối với Trung tướng Nguyễn Văn Ba.

## Phong tặng
- Thiếu tướng Công an nhân dân Việt Nam
- Trung tướng Công an nhân dân Việt Nam